# 小田桐一
小田桐 一（おだぎり はじめ、1954年〈昭和29年〉10月27日 - ）は、日本の俳優、声優。秋田県出身。地球儀所属。以前はスターダス・21に所属していた。

## 出演作品（俳優）

### テレビドラマ
- あかんたれ（1976年、東海テレビ）
- 浅草花岡写真館（2000年、BS-TBS）
- 金曜時代劇 春が来た（2002年、NHK）
- 金曜時代劇 ゆうれい、貸します〜お染・恋の七変化〜（2003年、NHK）
- マグロ☆ボーイズ（2004年、テレビ朝日）
- ドリーム〜90日で1億円〜（2004年、NHK）
- キューティーハニー THE LIVE（2007年、テレビ東京） - 山崎
- 男装の麗人〜川島芳子の生涯〜（2008年、テレビ朝日）
- ルビコンの決断〜プリウスをつくった男たち〜（2009年、テレビ東京）
- 木曜劇場 外交官 黒田康作 第8話（2011年3月3日、フジテレビ） - 湊肇[2]
- 相棒（テレビ朝日）
  - Season10 第5話「消えた女」（2011年） - 荘司隆昭議員
  - Season18 第19話「突破口」（2020年） - 池内健介
- 探偵Xからの挑戦状!スペシャル（NHK総合）
- 探偵Xからの挑戦状! season3 第3回「怪盗Xからの挑戦状」（2011年） - 皆藤久寿
- 新・警視庁捜査一課9係（2011年、テレビ朝日） - 有末新
- パーフェクト・ブルー（2012年、TBS）
- 松本清張没後20年特別企画「市長死す｣（2012年、フジテレビ） - 常務
- 早海さんと呼ばれる日（2012年、フジテレビ） - 山岸栄作
- ラッキーセブン（2012年、テレビ朝日）
- 13歳のハローワーク（2012年、テレビ朝日）
- 聖なる怪物たち（2012年、テレビ朝日）
- 淋しい狩人（2013年、フジテレビ） - 幹部
- 女と男の熱帯（2013年、WOWOW） - 木村
- 幽かな彼女（2013年、フジテレビ） - 神主
- 夫のカノジョ（2013年、TBS） - 山下教頭
- 世にも奇妙な物語 2013年 秋の特別編「仮婚」（2013年、フジテレビ） - 目黒
- 女検視官・江夏冬子・2「復讐の血脈」（2013年、フジテレビ）
- 日曜エンターテインメント いねむり先生 スペシャル（2013年、テレビ朝日）
- 明日、ママがいない（2014年、日本テレビ） - 警備員
- 火曜22時枠 ブラック・プレジデント（2014年、フジテレビ） - 学部長
- 火曜9時枠 ビター・ブラッド〜最悪で最強の親子刑事〜 第6話（2014年5月20日、フジテレビ）
- ほっとけない魔女たち（2014年、フジテレビ） - マモルの父
- リーガル・ハイ スペシャル2014（2014年、フジテレビ） - 理事
- 私の嫌いな探偵（2014年、テレビ朝日） - 佐々木敬三
- 私という運命について（2014年、WOWOW） - 沙織の父
- 金曜ドラマ / アリスの棘（2014年、TBS） - 院長
- スケープゴート（2014年、WOWOW） - 篠田
- ゴーストライター（2015年、フジテレビ） - バーテンダー
- お義父さんと呼ばせて（2015年、TBS） - 代議士
- ナイトヒーロー NAOTO（2016年、テレビ東京）
- 家政夫のミタゾノ（2016年、テレビ朝日）
- 日曜ワイド 刑事・横道逸郎（2018年、テレビ朝日） - オークションの客
- 全っっっっっ然知らない街を歩いてみたものの 第3話（2021年3月30日、フジテレビ）
- 土ドラ テイオーの長い休日 第2話・第5話（2023年6月10日・7月1日、フジテレビ系） - 瀬良陽一
- 朝日放送日曜22時枠 アイのない恋人たち 第7話・第8話（2024年3月3日・10日、テレビ朝日系） - 今井邦治 役[3]
- 約束 〜16年目の真実〜 第5話（2024年5月9日、読売テレビ・日本テレビ系） - 及川哲男 役[4]

### 映画
- HERO（2015年） - 柱谷喜一郎
- S -最後の警官- 奪還 RECOVERY OF OUR FUTURE（2015年） - 今村

### オリジナルビデオ
- 必殺キャバ嬢（2011年） - 光田鉄平

### バラエティ
- 超再現!ミステリー（日本テレビ） - 再現VTR

### CM
- アイデム「新卒採用サイト」
- サントリー ザ・プレミアムモルツ〜プレモルの歴史篇〜
- ニンテンドーDS ご当地検定（名古屋篇）
- エコナ 贈答用

### 舞台
- SPACE U 15周年記念公演ダークファンタジー「マクベス2010」新国立劇場・小劇場（作：W・シェイクスピア、演出：高橋一郎）
- ハムレット（演出：蜷川幸雄、帝国劇場）
- 一弦の琴（梅田コマ）
- 千代の小袖（芸術座）
- 花と竜（大分文化会館）
- 愛と死のエチュード（三越劇場）

## 出演作品（声優）

### テレビアニメ
- LUPIN the Third -峰不二子という女-（2012年、上司[5]）
- ルパン三世 PART IV（2015年、マルコ・ゾフ）
- ルパン三世 イタリアン・ゲーム（2016年、マルコ・ゾフ）

### ゲーム
- 龍が如く0 誓いの場所（2015年）
- 龍が如く 極（2016年） - 二代目歌彫[要出典]

### 吹き替え

#### 映画
- インプット -記憶-（リード〈パワーズ・ブース〉）
- オリエント急行殺人事件（エドワード・マスターマン〈デレク・ジャコビ〉[6]）
- きっと、星のせいじゃない。
- 新酔拳
- ストーム・シティ
- スノウマゲドン（ラリー〈ローン・カーディナル〉）
- セカンドネイチャー
- ネバー・サレンダー 肉弾烈戦
- 裸足の青春
- バタリアン4（チャールズ〈ピーター・コヨーテ〉）
- バタリアン5（チャールズ〈ピーター・コヨーテ〉）

#### テレビドラマ
- アガサ・クリスティー ミス・マープル4「ポケットにライ麦を」
- NCIS 〜ネイビー犯罪捜査班（ボブCIA長官〈ジョン・ルービンスタイン〉）※DVD版
- エレメンタリー3 ホームズ&ワトソン in NY（サンソッシュ・ミッタル〈ブライアン・ジョージ〉）
- ガール・ミーツ・ワールド（ジョージ・フィーニー先生〈ウィリアム・ダニエルズ〉）
- ギルモア・ガールズ イヤー・イン・ライフ（ジャック・スミス〈レイ・ワイズ〉）
- グッド・ワイフ（アレック・ショアーズ刑事〈ネスター・セラーノ〉）
- グッド・ワイフ2（ジャービス・ボウズ〈サム・ロバーズ〉）
- クリミナル・マインド7 FBI行動分析課（ウッズ刑事）
- クリミナル・マインド9 FBI行動分析課（クラレンス）
- クリミナル・マインド10 FBI行動分析課（イアン・ドーソン）
- クリミナル・マインド 国際捜査班（ネストール・ディアス）
- コペンハーゲン 首相の決断（ベント・サイアウー）
- ザ・ホワイトハウス（マイルズ・ハッチンソン国防長官〈スティーブ・ライアン〉）
- サム&キャット（レジー〈アントニオ・D・チャリティ〉）
- 新入社員
- SCORPION/スコーピオン
- 高い城の男（ジョージ・ディクソン〈テイト・ドノヴァン〉）
- FARGO/ファーゴ2（ハミッシュ〈アダム・アーキン〉）
- ボルジア家 愛と欲望の教皇一族（シャルル8世〈ミシェル・ミューラー〉）
- ボードウォーク・エンパイア 欲望の街（チョーキー・ホワイト〈マイケル・ケネス・ウィリアムズ〉）
- MACGYVER/マクガイバー（ビクター〈オレク・クルパ〉）
- THE MENTALIST メンタリストの捜査ファイル3（ヴァンダー・ホーク）
- ロマノフ家の末裔 〜それぞれの人生〜（ボブ・アイザックソン〈ポール・ライザー〉）第3話「栄華の果てに」

### ボイスオーバー
- BS世界のドキュメンタリー（NHK-BS1）
  - 「カーボン・ラッシュ〜CO2排出権ビジネスの実態〜」（2013年）

### ナレーション
- 歴史を掘る
- 縄文の人々